# Juryj Zacharanka
Juryj Mikalaevič Zacharanka (in bielorusso Юрый Мікалаевіч Захаранка?; Vasilevičy, 1º gennaio 1952 – ... scomparso il 9 maggio 1999) è stato un generale bielorusso.
Ex ministro dell'interno e oppositore del presidente Aljaksandr Lukašėnka, scomparve e fu probabilmente eliminato nel maggio 1999 (lo stesso anno in cui sparirono Vіktаr Hаnčаr e Anatol' Krasoŭski, mentre Dzmitryj Zavadski scomparve l'anno successivo).

## Biografia
Zacharanka si è diplomato all'accademia del ministero dell'interno dell'URSS nel 1987 e ha raggiunto il grado di generale nel 1991. A partire dal 1991 ha lavorato nelle unità anticrimine dell'URSS e della Bielorussia. Dal 1992 al 1996 è stato ministro dell'interno della Repubblica di Bielorussia. Dopo la sua rimozione dall'incarico ministeriale nell'ottobre 1996 è entrato a far parte del Partito Civico Unito di Bielorussia ed è stato eletto presidente della Commissione civile non governativa per le indagini sui crimini del regime.

## Conseguenze della scomparsa
Nel settembre 2004, l'Unione Europea e gli Stati Uniti hanno vietato l'ingresso nel loro territorio a quattro politici bielorussi: il ministro dell'Interno Vladimir Naumov, il procuratore generale Viktar Šėjman, il ministro dello sport Jury Sivakoŭ e il colonnello Dz'mitry Paŭličėnka, sospettato di essere coinvolto nella scomparsa di Zacharanka, Hančar, Krasoŭski e Zavadski. Nel dicembre 2019, Deutsche Welle ha pubblicato un film documentario in cui Jurij Haraŭski, ex membro di un'unità speciale del Ministero degli affari interni bielorusso, ha confermato che è stata la sua unità ad arrestare, portare via e uccidere Zacharanka, Hančar, Krasoŭski e Zavadski.